# Попов Олександр Павлович
Олекса́ндр Па́влович Попо́в (нар. 22 листопада 1960, Кривий Ріг, Дніпропетровська область, Українська РСР, СРСР) — український проросійський   політик, член Партії регіонів, міністр з питань житлово-комунального господарства України (2007, 2010), народний депутат Верховної Ради України 6-го скликання, голова Київської міської державної адміністрації з 16 листопада 2010 року — 14 грудня 2013. Відсторонений від обіймання посади 14 грудня 2013 року у зв'язку з підозрою у причетності до порушення конституційних прав громадян, які 30 листопада 2013 року перебували на Майдані Незалежності в м. Києві. Звільнений з посади 25 січня 2014 року.

## Біографія
Народився 22 листопада 1960 у місті Кривий Ріг. Мати Ганна Харитонівна (1936–2012) — будівельник; дружина Ірина Володимирівна (1961) — музичний керівник дитсадка; син Дмитро (1985); дочка Ольга (1993).

### Освіта
Випускник ЗОШ І-ІІІ ступенів № 2 м. Горішні Плавні (тодішнє м. Комсомольськ). Тюменський інститут на факультет промислового і цивільного будівництва (1977–1982),

### Кар'єра
1982–1984 — служба в армії.
1984–1986 — майстер дільниці БУ № 1 тресту «Кременчукрудбуд».
1986–1987 — виконроб РБУ Полтавського гірничо-збагачувального комбінату.
1987–1993 — служба в органах КДБ, СБУ, в підрозділах захисту національної економіки.
1993–1994 — начальник відділу маркетингу, віце-президент з маркетингу та економіки фірми «Інкомбуд».
1994—2007 — голова Комсомольської міської ради народних депутатів; Комсомольський міський голова.
1995–2000 — заступник голови правління Асоціації міст Полтавщини. У 2000-2006 — голова правління Асоціації міст Полтавщини. Також в цей період — член Української делегації в Конгресі місцевих та регіональних рад Ради Європи.
1998–2000 — член Координаційної ради з питань місцевого самоврядування при Президентові України.
1 березня — 12 травня 2007 — заступник міністра будівництва, архітектури та житлово-комунального господарства України.
12 травня 2007-–18 грудня 2007 — Міністр житлово-комунального господарства України.
18 грудня 2007 — 11 березня 2010 — Народний депутат України 6-го скликання, обраний за списком Партії регіонів (№ 19). Заступник голови Комітету ВРУ з питань будівництва, містобудування і житлово-комунального господарства та регіональної політики.
11 березня — 17 червня 2010 — Міністр житлово-комунального господарства України.
17 червня — 16 листопада 2010 — перший заступник голови Київської міської державної адміністрації.
16 листопада 2010 — 14 грудня 2013 — голова Київської міської державної адміністрації.
14 грудня 2013 року названий серед відповідальних за силовий розгін та побиття мітингувальників Євромайдану (разом з очільником київської міліції Валерієм Коряком та заступником секретаря РНБО Володимиром Сівковичем. На першому ж допиті повідомив, що виконував розпорядження секретаря РНБО Андрія Клюєва.
З 27 жовтня 2014 — співзасновник компанії OFFER UA, яка займається зовнішньоекономічною діяльністю (експортно-імпортні операції).
З 16 травня 2017 — голова Наглядової ради Спілки малих та середніх експортерів, яка є активним учасником Канадського проекту «Проміс».

## Скандали

### Розгін Євромайдану (2013 рік)
Вночі з 29 на 30 листопада 2013 року силовики розігнали студентську акцію протесту на Майдані Незалежності. Попова звинуватили у причетності до організації розгону, зокрема, у змові з іншими посадовими особами та спробі використати встановлення новорічної ялинки як привід для силового втручання. 2024 року Шевченківський районний суд Києва закрив справу у зв'язку із закінченням терміну давності. [https://news.telegraf.com.ua/ukr/ukraina/2024-12-07/5889374-stav-golovoyu-kmda-zavdyaki-yanukovichu-i-buv-zvinuvacheniy-u-rozgoni-maydanu-de-zaraz-popov-ta-shcho-pro-nogo-vidomo

### Сніжний колапс у Києві (2013 рік)
У березні 2013 року Київ був паралізований рекордними снігопадами через недбалість міської влади, зокрема Попова. Ситуацію вдалося врегулювати лише за кілька днів за допомогою військової техніки. Попова критикували за нездатність підготувати місто до екстремальних погодних умов. За інформацією ЗМІ , коли у Києві вирувала негода, Попов був у Варшаві на футбольному матчі. 

### Фінансування передвиборчої кампанії (2020 рік)
Передвиборча кампанія Олександра Попова, який посів друге місце на виборах мера Києва, профінансували родичі та експомічник народного депутата від «Опозиційної платформи – За життя» Віталія Борта, який відомий голосуванням за "диктаторські закони" Януковича та підтримкою референдумів на території ОРДЛО. [https://www.slidstvo.info/news/groshi-na-kampaniyu-oleksandra-popova-dalo-otochennya-nardepa-opzzh-yakyj-pidtrymav-referendum-na-donbasi/

## Нагороди та звання
- Орден князя Ярослава Мудрого V ступеня (5 липня 2012) — за значний особистий внесок у підготовку і проведення в Україні фінальної частини чемпіонату Європи 2012 року з футболу, успішну реалізацію інфраструктурних проектів, забезпечення правопорядку і громадської безпеки під час турніру, піднесення міжнародного авторитету Української держави, високий професіоналізм[11]
- Орден «За заслуги» I ст. (23 серпня 2011)[12], II ст. (6 грудня 2006)[13], III ст. (6 грудня 2001)[14]
- Почесний громадянин Комсомольська, Полтавська область.
- Підполковник запасу СБУ.

## Захоплення
Спорт, риболовля.

## Сім'я
Одружений, має сина та доньку.